# 이노우에 가쓰노스케
이노우에 가쓰노스케(일본어: 井上勝之助, 1861년 8월 16일 ~ 1929년 11월 3일)는 일본의 외교관, 정치가이다. 귀족원 의원을 지냈으며, 후작 직위를 물려받았다. 일본과 미국·유럽 각국 사이에 맺어진 조약의 독소 조항들을 없애는 정책에 참여했다.

## 생애
스오국에서, 조슈 번사 이노우에 미쓰토(源光遠)의 차남으로 태어났다. 그 뒤, 미쓰토의 동생인 이노우에 가오루의 양자로 들어갔다. 1871년부터 1879년까지 영국에서 법학을 공부했다. 귀국 후, 1880년 2월 대장성 상무국의 관리로 임관했다. 그 후 천황 보좌관(御用掛), 은행국원, 서기관, 조사국장 등을 거쳤다. 1886년 1월에 외무성으로 자리를 옮겨 회계국 차장, 외무서기관, 독일 공사관 주재원, 대신관방서무과장 겸 회계과장, 변리공사 등으로 일했다. 1898년 1월에는 주독일 특명전권공사가 되었으며, 주벨기에 공사를 겸임했다. 1906년 1월 공사관이 대사관으로 승격함에 따라 초대 주독일 특명전권대사로 임명되었다. 1907년 11월 일본으로 돌아왔다.
1911년 6월 귀족원 의원으로 뽑혀, 교우 클럽에 입당했다. 1913년 2월 귀족원 의원 임기를 마치고 다시 특명전권대사로서 영국으로 갔다. 1915년 9월 양아버지 가오루가 죽은 뒤, 가오루가 가지고 있던 후작위를 세습하여 귀족원 후작의원이 되었다. 1916년 6월 일본으로 돌아온 뒤, 1917년 12월 궁내성 종질료총재가 되었다. 1918년 3월부터는 추밀고문관직도 겸했다. 1921년 10월부터 식부 장관이 되어 황태자 히로히토에게 궁중 제례를 가르쳤으며, 1926년 11월에 물러난 뒤로는 다시 추밀고문관, 가쿠슈인 원장, 조약개정준비위원회 부위원장 등으로 일했다.

## 사후
가쓰노스케 사후 이노우에 후작가는 공작 가쓰라 다로의 3남이자 가쓰노스케의 양자 이노우에 사부로(육군 소장)가 이어받았다.